# Izraeli labdarúgó-szövetség
Az Izraeli labdarúgó-szövetség (héber betűkkel ההתאחדות לכדורגל בישראל Hahitahdút leKadúregel beJiszráél) Izrael nemzeti labdarúgó-szövetsége. 1928-ban alapították. A szövetség szervezi az Izraeli labdarúgó-bajnokságot, valamint az Izraeli kupát. Működteti az Izraeli labdarúgó-válogatottat, valamint az Izraeli női labdarúgó-válogatottat. Székhelye Ramat Ganban található.

## Történelme
Az Eretz Israel Football Associationt 1928. július 18-án alapították és 1929. június 6-án elfogadták a FIFA tagsági jelentkezését. 1956-tól az Ázsiai Labdarúgó-szövetség nek (AFC) tagja. Az 1970-es évek elején politikai nyomás miatt kizárták az AFC-ből.
1974-ig az Óceániai Labdarúgó-szövetség (OFC) tagja, de további politikai nyomás miatt 1974-től az Európai Labdarúgó-szövetségnek (UEFA) lett tagja. A kibontakozó európai politikai ellenállásnak a FIFA vetett véget, jelezve, hogy minden további szervezkedő országot kizár tagjai közül. Fő feladata a nemzetközi kapcsolatokon kívül, a  Izraeli labdarúgó-válogatott férfi és női ágának, a korosztályos válogatottak illetve a nemzeti bajnokság szervezése, irányítása. A működést biztosító bizottságai közül a Játékvezető Bizottság (JB) felelős a játékvezetők utánpótlásáért, elméleti (teszt) és cooper (fizikai) képzéséért.

## Elnökök
- Ávráhám Lúzón

## Lásd még
- Izraeli U19-es labdarúgó-válogatott